# Siebenaler
Siebenaler (luxembourgeois : Siwwenaler) est une section de la commune luxembourgeoise de Clervaux située dans le canton de Clervaux.

## Histoire
Siebenaler était une section de la commune de Munshausen jusqu’à la fusion officielle de cette dernière avec Clervaux le 1er janvier 2012.

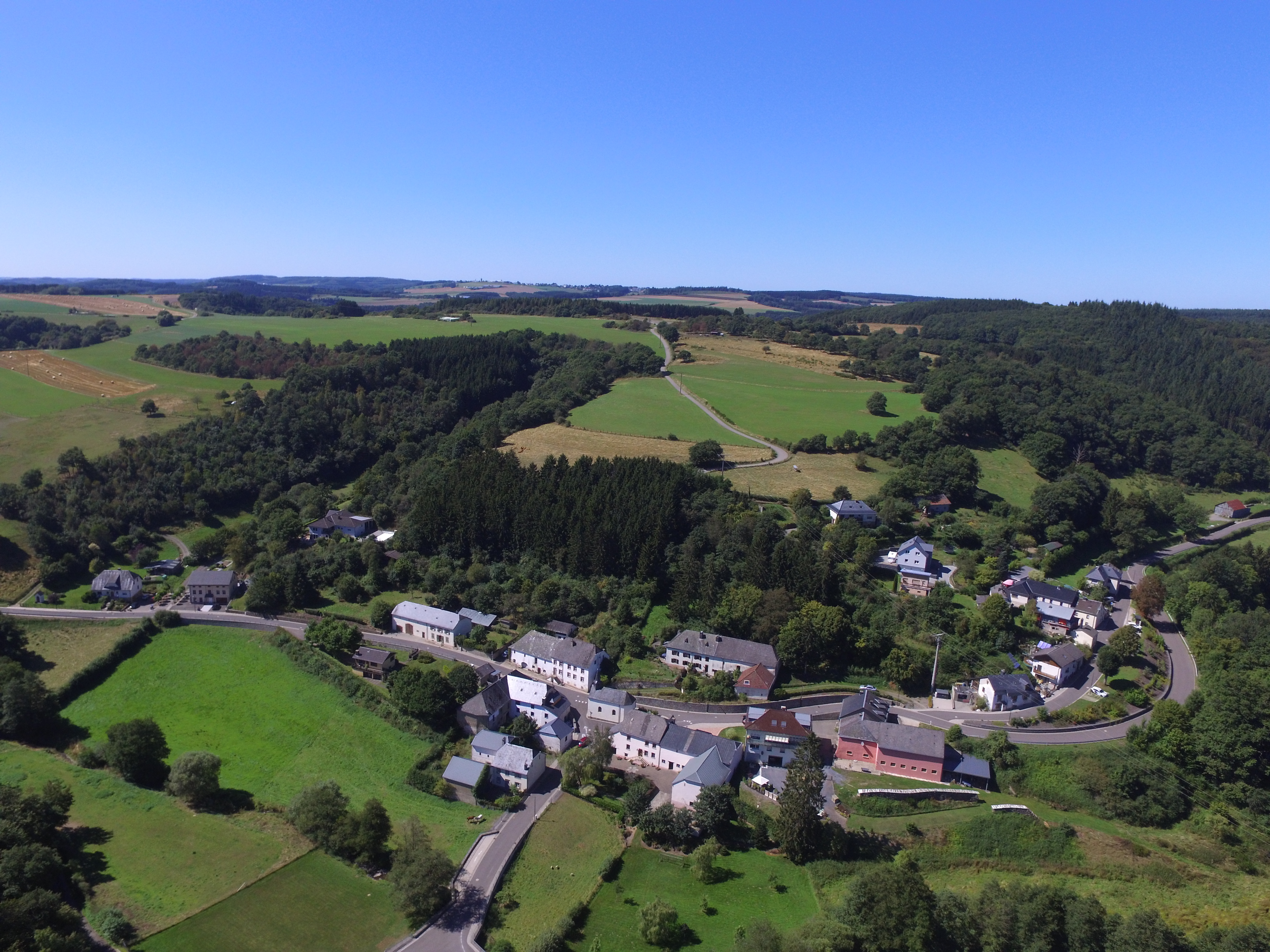
Siebenaler vu du haut (2016)